# Bewimperte Alpenrose
Die Bewimperte Alpenrose (Rhododendron hirsutum) ist eine Pflanzenart aus der Gattung Rhododendron innerhalb der Familie der Heidekrautgewächse (Ericaceae). Diese bekannte Alpenpflanze wird auch als Almrausch, Almenrausch oder Steinrose bezeichnet. Im Alpenraum wird sie – ebenso wie die Rostblättrige Alpenrose – auch Almrose genannt.

## Beschreibung

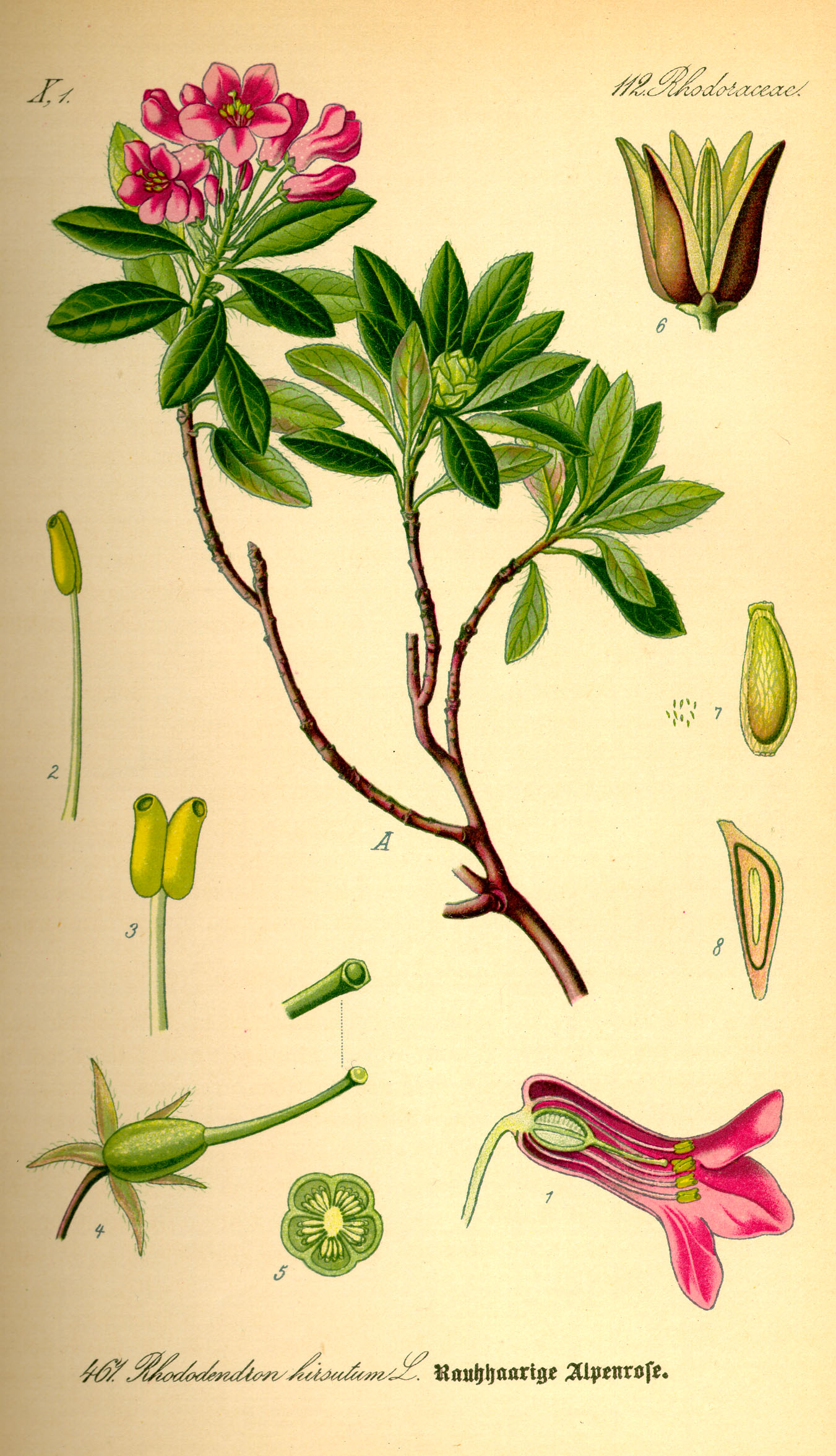
Illustration aus Otto Wilhelm Thomé: Flora von Deutschland, Österreich und der Schweiz, Gera 1885

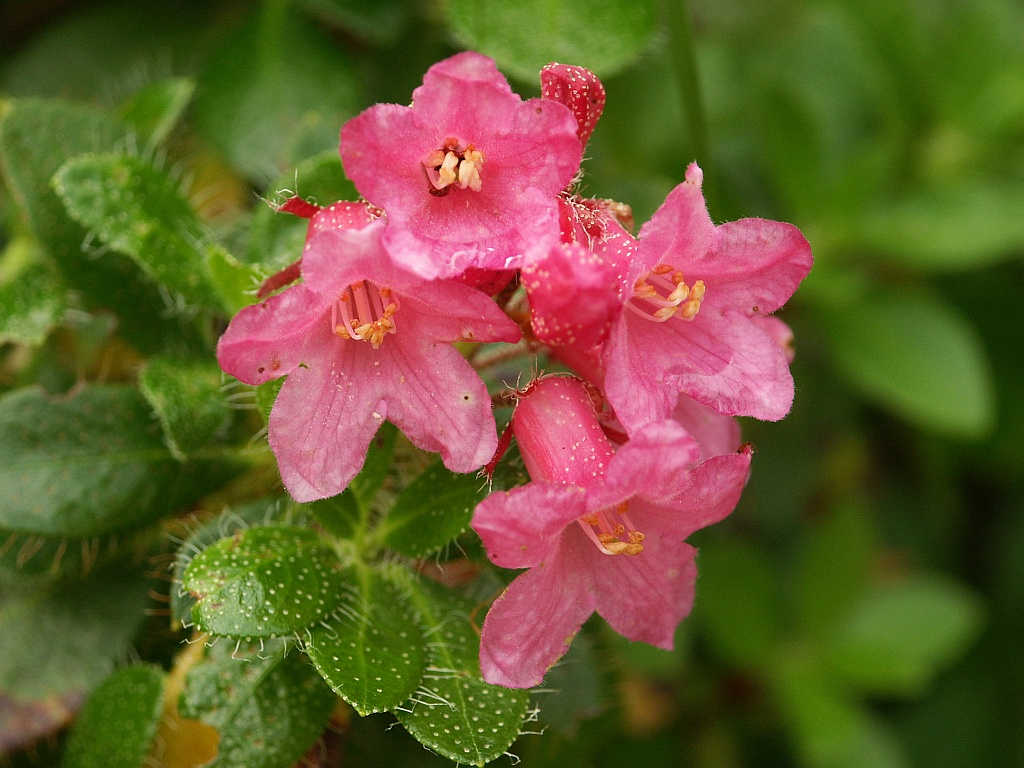
Blüten und Laubblätter. Deutlich erkennbar die gelben Drüsen der Blätter

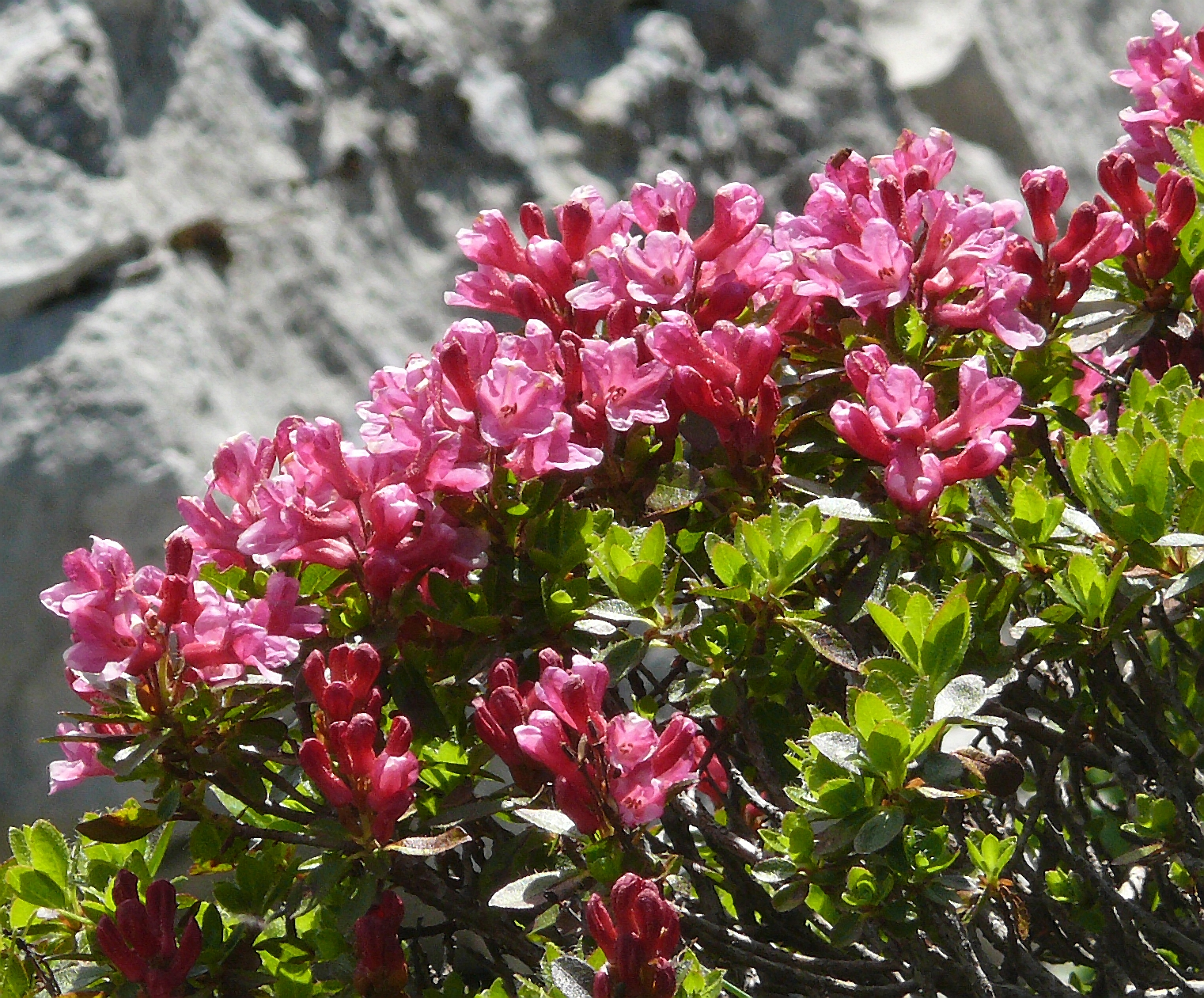
Habitus im Habitat

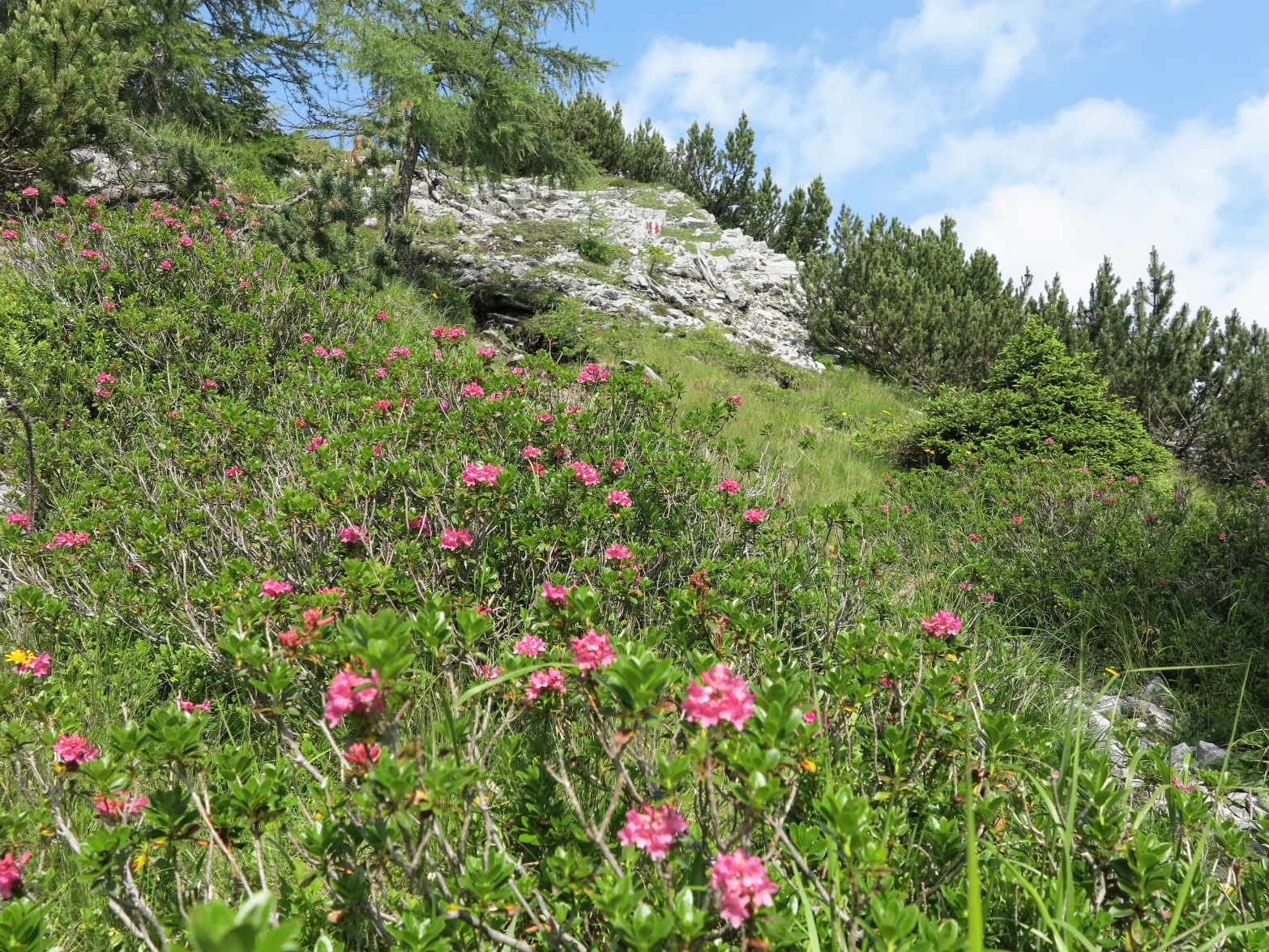
Bewimperte Alpenrose im Habitat

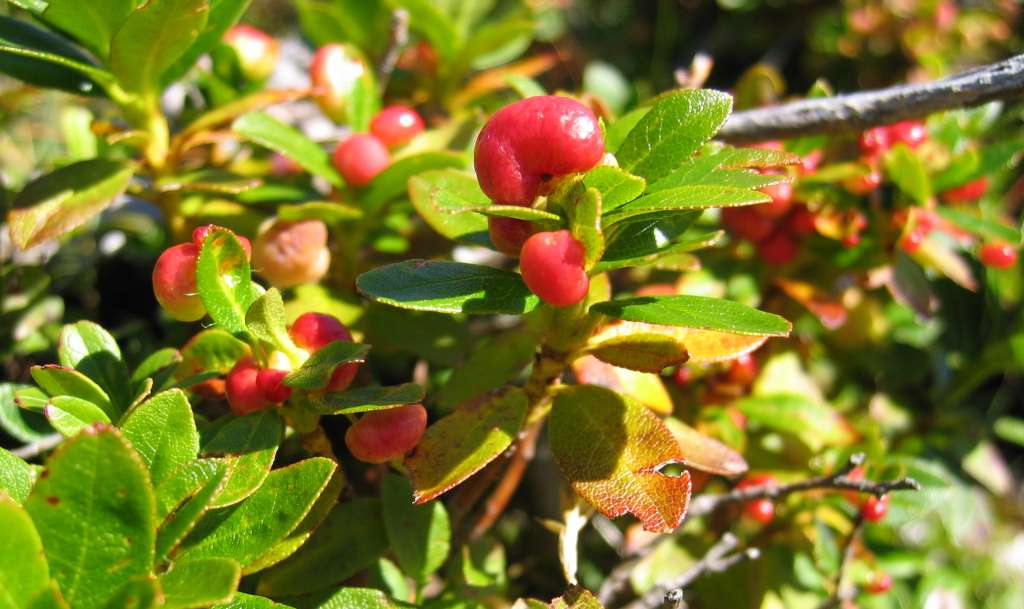
Alpenrosen-Apfel, Befall der Alpenrosen-Nacktbasidie (Exobasisium rhododendri)

### Vegetative Merkmale
Die Bewimperte Alpenrose ist ein immergrüner Strauch mit stark buschigem Wuchs und erreicht Wuchshöhen von 20 bis 100 Zentimetern. Die kräftigen Äste und Zweige sind dicht verzweigt. Die Rinde junger Zweige ist zerstreut behaart und nur wenig beschuppt.
Die wechselständig an den Zweigen angeordneten Laubblätter sind in kurzen Blattstiel und Blattspreite gegliedert. Die ledrige, einfache Blattspreite ist bei einer Länge von 1 bis 3 Zentimetern sowie einer Breite von bis zu 1,5 Zentimetern meist schmal-elliptisch bis schmal-verkehrteiförmig. Der fein gekerbte bis ganzrandige Blattrand deutlich bewimpert, wobei die waagrecht abstehenden Wimperhaare 1 bis 3 Millimeter lang und ziemlich steif sind. Die Blattspreiten sind auf beiden Seiten grün und drüsig punktiert, wobei die Drüsen anfangs gelblich, später bräunlich sind. Die Blattoberseite ist glänzend hellgrün und kahl.

### Generative Merkmale
Die Blütezeit ist von Mai bis Juli (selten bis Oktober). An den Zweigenden befinden sich kopfig gedrängt die Blüten in traubigen Blütenständen. Der Blütenstiel ist etwa 1,5 Zentimeter lang.
Die Blüten riechen auffällig stark. Die zwittrigen Blüten sind fünfzählig mit doppelter Blütenhülle. Die leuchtend hellrote Krone ist bei einer Länge sowie einem Durchmesser von bis zu 1,5 Zentimetern glockig-trichterförmig. Sie ist außen mit Drüsenschuppen versehen und innen behaart. Die Staubblätter sind ungleich lang und am Grund behaart.
Die Kapselfrüchte reifen ab August. Die ovalen und holzigen Kapselfrüchte springen von der Spitze her mit fünf Klappen auf und geben zahlreiche Samen frei. Die sehr kleinen Samen sind flach, geflügelt und besitzen eine lockere, hellbraune Samenschale.
Die Chromosomenzahl beträgt 2n = 26.

## Ökologie und Phänologie
Die Bewimperte Alpenrose kann bis zu 63 Jahre alt werden. Sie wird also wesentlich weniger alt als die Rostrote Alpenrose. Obwohl die Bewimperte Alpenrose eine Alpenpflanze ist, benötigt sie im Winter eine geschlossene Schneedecke, da sie frostempfindlich ist. Die Spaltöffnungen der Laubblätter bewegen sich bereits bei Winden von 1 m/s und schließen sich selbst bei guter Wasserversorgung bei Windgeschwindigkeiten von über 1,5 m/s ganz. Der Jahresgang der Frosthärte erfolgt, wie bei den Nadelbäumen über die Anpassung der osmotischen Werte. Unter einer mit Wasserdampf gesättigten Schneedecke kann die Bewimperte Alpenrose überleben. An ausgeaperten Stellen erfriert die Bewimperte Alpenrose.
Es liegt eine Ericaceen-Mykorrhiza vor.
Blütenökologisch handelt es sich um vormännliche „Glockenblumen mit Streueinrichtung“. Der Pollen ist mehlig und liegt in Tetraden vor, die durch klebrige Fäden verbunden sind. Die Narben sind sehr schleimig. Unterhalb des Fruchtknotens wird reichlich Nektar abgegeben, der von den Staubfadenhaaren verdeckt ist. Als Bestäuber fungieren langrüsselige Hummeln. Wegen der langhaarigen Blütenstiele und Kelche genügt die leichteste Berührung, um den Pollen auszuschütteln. Auch eine Selbstbestäubung ist möglich. Die Blütezeit reicht von Mai bis Juli.
Die fünffächrigen, wandspaltigen Kapselfrüchte öffnen sich bei Trockenheit. Sie sind Wind- und Tierstreuer. Die Samen werden als Körnchenflieger ausgebreitet. Die Samen sind Lichtkeimer. Die Fruchtreife beginnt ab August.
Die Bewimperte Alpenrose wird auch vom Pilz Alpenrosen-Nacktbasidie (Exobasidium rhododendri) befallen. Sie erzeugt Alpenrosen-Äpfel.

## Vorkommen
Die Bewimperte Alpenrose ist ostalpin verbreitet mit einem Schwerpunkt in den Nördlichen und Südlichen Kalkalpen. In den Gebirgsketten der Zentralalpen ist sie nur stellenweise (zerstreut) zu finden.
Die Bewimperte Alpenrose gedeiht am häufigsten in kalkreichen Krummholzgebüschen und Zwergstrauchheiden bevorzugt. Sie sind auch auf Kalkschutt, Geröll und steinigen Hängen sowie in lichten Föhren- und Latschenwäldern anzutreffen. Rhododendron hirsutum ist eine Charakterart des Erico-Rhododendretum hirsuti aus dem Verband Erico-Pinion. Sie ist eine Kennart des Erico-Rhododendretum (Schneeheide-Alpenrosen-Gebüsch).
Die Bewimperte Alpenrose gedeiht in Höhenlagen von 600 bis 2500 Metern. In den Allgäuer Alpen steigt sie im Tiroler Teil auf der Ellbognerspitze bis zu einer Höhenlage von 2480 Metern auf. Im Unterengadin erreicht sie sogar 2580 Meter Meereshöhe. In tiefgelegenen Höhenstufen kommt sie vor allem in feuchten Schluchten vor, zumal an dealpinen Standorten.
Die ökologischen Zeigerwerte nach Landolt & al. 2010 sind in der Schweiz: Feuchtezahl F = 3 (mäßig feucht), Lichtzahl L = 3 (halbschattig), Reaktionszahl R = 4 (neutral bis basisch), Temperaturzahl T = 2 (subalpin), Nährstoffzahl N = 2 (nährstoffarm), Kontinentalitätszahl K = 2 (subozeanisch).
Außerhalb des natürlichen Verbreitungsgebietes wird die Bewimperte Alpenrose angepflanzt, ist aber kaum eingebürgert.

## Verwechslung
Im Unterschied zur Rostblättrigen Alpenrose wächst diese Art nur auf Kalk und unterscheidet sich durch die Blattwimpern sowie die grüne Blattunterseite. Die beiden Arten sind vikariierend.
Die Hybride Rhododendron ×intermedium (Rhododendron hirsutum × Rhododendron ferrugineum) steht morphologisch als auch ökologisch zwischen den Eltern. Sie tritt vor allem bei benachbarten Beständen der Elternteile häufig auf und bildet meist dauerhafte Bestände. Man findet diese Hybride vor allem auf Böden mit intermediärem pH-Wert.

## Giftigkeit
Rhododendron-Arten wie die Alpenrosen gelten wegen des Gehalts von Andromedotoxin (Acetylandromedol), das zu den Diterpenen gehört, als stark giftig. Besonders gefährdet sind Wiederkäuer, die mangels winterlicher Futterauswahl diese Pflanzen fressen.
Alpenrosen sind auch für Menschen giftig, wobei alle Pflanzenteile (Blüten, Blätter, Früchte und Wurzel) das Gift Acetylandromedol enthalten. Symptome sind vermehrter Speichelfluss, Übelkeit, Brechreiz, Bauchschmerzen und Durchfall. Bei höherer Dosis können auch schwere Herzrhythmusstörungen, Atemstörungen und Krampfanfälle auftreten, die durch Herz- und Atemstillstand bis zum Tode führen können.
Für die Pflanzenart Bewimperte Alpenrose (Rhododendron hirsutum) selbst liegen bisher keine Untersuchungen vor. Die Giftigkeit bei besser untersuchten Rhododendron-Arten war dabei nicht einheitlich, es gibt stark giftige neben Arten mit geringer Giftwirkung.
Erste Hilfsmaßnahmen sind reichliche Flüssigkeitsaufnahme und die ärztliche Verabreichung von medizinischer Aktivkohle. Weitere Behandlungen durch den Arzt schließen sich an.

## Taxonomie
Die Erstveröffentlichung von Rhododendron hirsutum erfolgte 1753 durch Carl von Linné.
Der wissenschaftliche Gattungsname Rhododendron leitet sich vom griechischen „rhodon“ für Rose und „dendron“ für Baum ab. Das Artepitheton hirsutum leitet sich vom lateinischen Wort für zottig ab und verweist auf die behaarten Blätter.